# Helena (ime)
Helena je žensko osebno ime.

## Izvor imena
Ime Helena izhaja iz grškega imena Helene z domnevnim pomenom »sijajna, bleščeča, tudi plamenica« 

## Različice imena
Alena, Alenčica, Alenka, Ela, Elen, Elenka, Eli, Elica, Helen, Helenca, Ilona, Ilonka, Jelca, Jelena, Jelenca, Jelenka, Jelica, Jelika, Jelka, Lena, Lenča, Lenči, Lenška, Lenka

## Tujejezikovne oblike imena
- pri Angležih: Helen, Ellen
- pri Fincih: Eila
- pri Madžarih: Ilona, Ilka
- pri Nemcih: Helena, Lena, Elena, Hela, Nelli
- pri Rusih: Elena, , ljudsko Alëna, manjšalno Lëlja

## Pogostost imena
Po podatkih Statističnega urada Republike Slovenije je bilo na dan 31. decembra 2007 v Sloveniji število ženskih oseb z imenom Helena: 7.057. Med vsemi ženskimi imeni pa je ime Helena po pogostosti uporabe uvrščeno na 32. mesto.

## Osebni praznik
V našem koledarju z izborom svetniških imen, udomačenih med Slovenci in njihovimi godovnimi dnevi po novem bogoslužnem koledarju je ime Helena zapisano 4 krat. Pregled godovnih dni v katerih poleg Helene godujejo še Jelica, Lenčka, Alenka in osebe katerih imena nastopajo kot različice navedenih imen.
- 15. april, Helena, kraljica
- 31. julij, Helena, švedska mučenka († 31. jul. 1160)
- 13. avgust, mučenka
- 18. avgust, Helena, cesarica († 18. avg. 330)

## Zanimivosti
- V Sloveniji je 18 cerkva sv. Helene.
- Otok Sveta Helena v Atlantskem oceanu na katerem je 1821 umrl Napoleon.
- Ognjenik Sveta Helena